# Одовічук Іван Ількович
Іван Ількович Одовічук (нар. 14 липня 1895, с. Балківці, Буковина — 10 грудня 1971, Воловець) — юрист, поручник Української Галицької армії, громадсько-політичний діяч, публіцист.

## Життєпис

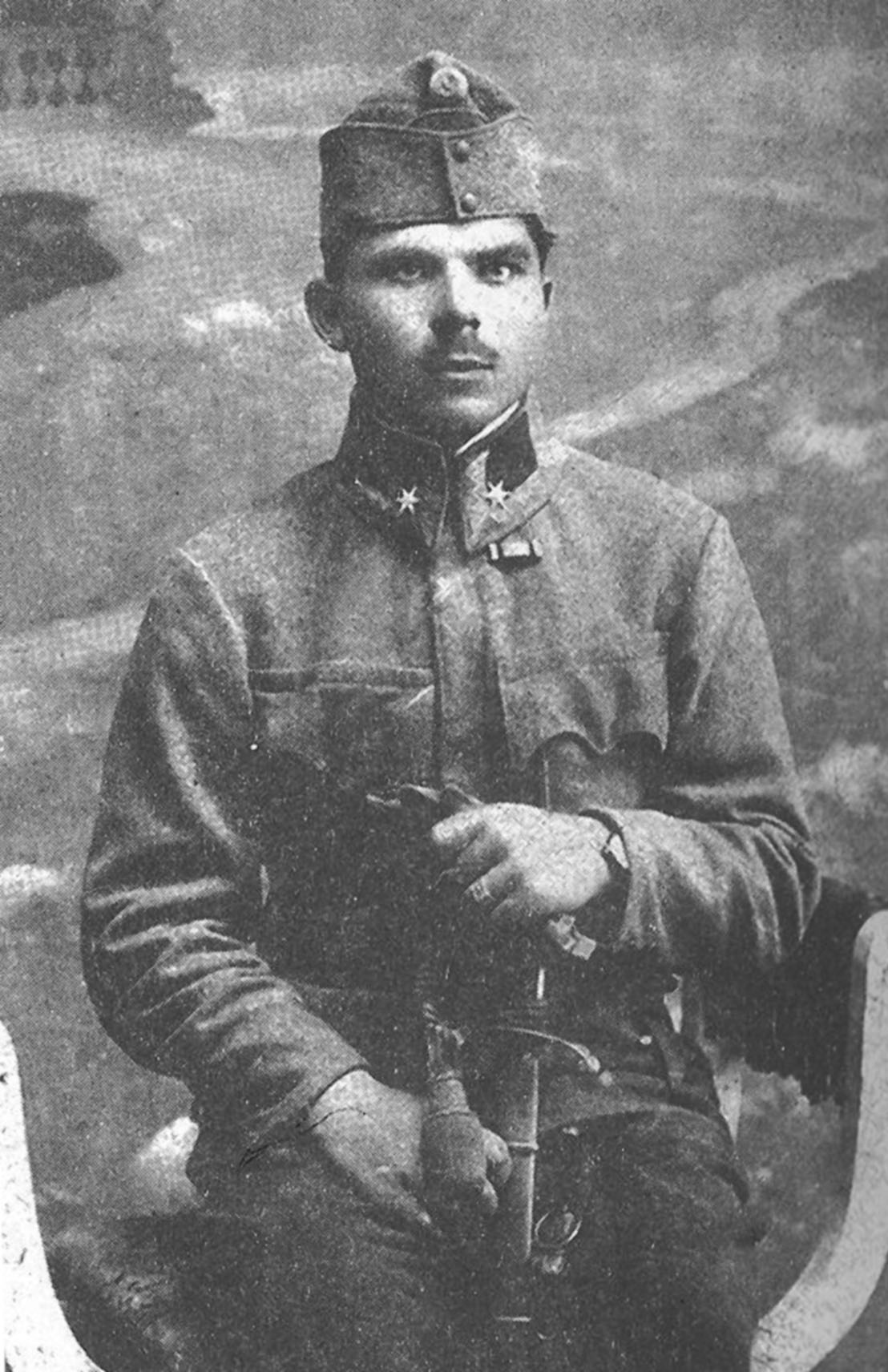
Іван Одовічук у часі служби в армії Австро-Угорщини

Народився в с. Балківці повіту Серет на Буковині (нині Румунія) в сім'ї сільського господаря Ілька Одовічука та Анастасії з роду Чобанюк. Навчався в державній німецько-українській гімназії м. Серет (нині Румунія).

### В армії Австро-Угорщини
З початком Першої світової війни служив в армії однорічним добровольцем. Після навчання в офіцерській школі іменований хорунжим піхоти резерву, з 11.1916 — лейтенант піхоти резерву З5-го полку піхоти крайової оборони «Золочів». Був поранений у 1916-му. З 03.1917 — лейтенант піхоти З5-го полку стрільців. З 02.1918 — ад'ютант (начальник штабу) батальйону З5-го полку стрільців, який у складі 2-го армій. корпусу перейшов на Наддніпрянщину після укладення Брестського мирного договору.
Нагороджений срібною медаллю хоробрості 1-го класу, срібною медаллю хоробрості 2-го класу (двічі), бронзовою медаллю хоробрості, бронзовою медаллю за військові заслуги з мечами на стяжці хреста за військові заслуги.
У 10.1918 в складі З5-го полку стрільців перебував в околицях м. Могилів-Подільський (нині Вінницька обл.), де 31.10.1918 обвінчався з Л.Бідулою-Сосницькою.

### Служба в УГА
З листопада 1918 став на службу в українську армію як четар УГА. Командир пішої сотні Окружної Військової Команди Золочів, на початку 1919 включеної до складу групи поручника П. Вовка, яку було направлено на Волинь із завданням узяти під контроль Дубенський та Кременецький повіти Волинської губернії. У 01.1919 призначений українським військовим комендантом м. Радивилів (нині Рівненська обл.). 1.03.1919 іменований поручником піхоти Окружної Військової Команди Золочів. Воював у складі 4-ї Золочівської бригади УГА. 11.07.1919 потрапив до польського полону, з 23.07.1919 був інтернований у таборі м. Брест-Литовський (нині Брест, Білорусь), де в числі інших 55 українських старшин зазнав знущань з боку табірної адміністрації.
Автор спогадів про наругу польської окупаційної влади над українськими військовополоненими в таборі для інтернованих українців, опублікованих у книгах «Трагедія Галицької України» та «Крівава Книга».

### Громадсько-політична діяльність
Після повернення на Буковину вступив на правничий факультет університету (ймовірно, в м. Чернівці), у 06.1922 переїхав до м. Сигіт (нині Румунія). Спершу працював на митному пункті в с. Довге Поле (нині Румунія), після завершення юридичних студій (можливо, у м. Бухарест) та складання адвокатських кваліфікаційних іспитів, 1924 відкрив адвокатську практику в м. Сигіт. 1940-ві — юрист православної єпархії Мараморошу.
Протягом 1930-х налагодив тісні контакти з діячами українського національного руху на Буковині, зокрема з головним редактором часопису «Самостійність» Д. Квітковським. Регулярно висвітлював національні та релігійні проблеми українців на сторінках «Самостійності», власним коштом щороку передплачував 50 річників часопису для земляків, залучаючи їх таким чином до українського громадського життя. Очолював бібліотеку українців Мараморощини за відкриття української школи. Голова Руської партії на Мараморощині з 1931. Голова заснованого 1934 в м. Сигіт комітету культурного фонду ім. Ю. Федьковича. У 10.1937 був висунутий кандидатом у члени єпархіальних зборів православної єпархії Мараморошу по округу Вишів Горішній (Viseu de Sus). 03.1939 — член Українського громадянського комітету в м. Сигіт, який надавав допомогу втікачам з Карпатської України.
Вночі 13.06.1940 заарештований румунською владою «за антидержавну діяльність»; звільнений з ув'язнення у 09.1940 після окупації Мараморощини Угорщиною. Восени 1942 мобілізований до угорської армії, відправлений на фронт як офіцер зв'язку 276-ї частини. У 01.1943 поранений осколком снаряда, контужений та обморожений. Після демобілізації мешкав у м. Сигіт як капітан резерву, працював у локальних військових структурах, продовжував діяльність адвоката.
Після захоплення Мараморощини радянськими військами з 10.1944 префект Сигітського повіту. Очолював повітову делегацію на 1-му з'їзді Народних комітетів Закарпатської України в м. Мукачеве (нині Закарпатська обл.) 26.11.1944, де виступив із закликом приєднати Мараморощину до Закарпатської України. Восени 1944 ініціював заснування української гімназії в м. Сигіт (закритої 1960, відновленої 1997 як Український ліцей ім. Т. Шевченка, сьогодні єдиної на території Румунії середньої школи з українською мовою викладання).

Плакат

Організатор і голова зборів українців м. Сигіт та його околиць 19.01.1945, які проголосили возз'єднання Мараморош-Сигітської округи із Закарпатською Україною. Член Ради Народного демократичного фронту Марамороського Сигіту, яка на засіданні 27.01.1945 прийняла Маніфест про возз'єднання Мараморош-Сигітської округи з УРСР (Українською Радянською Соціалістичною Республікою). Голова президії загальних зборів громадян м. Сигіт 28.01.1945 (2500 учасників), які одностайно схвалили пропозицію Одовічука про возз'єднання Мараморощини з Україною та обрали його до складу Народного комітету м. Сигіт. Голова 1-го Окружного з'їзду Народних комітетів Марамороського округу 4.02.1945, який ухвалив рішення возз'єднати Мараморощину як частину Закарпатської України з радянською Україною. 8.04.1945 був змушений скласти свої повноваження під загрозою фізичної розправи з боку румунських активістів і тиском радянського керівництва. Мараморощина була передана румунській адміністрації.
9.04.1945 виїхав із сім'єю до м. Солотвино (нині смт Тячівського р-ну), звідти до м. Тячів (обидва нині Закарпатська обл.). Майно родини Одовічука у м. Сигіт було розграбоване, а їхній будинок націоналізувала румунська держава. 25.08.1945 вручив Народній раді Закарпатської України в м. Ужгород підписану представниками затисянських українських громад Петицію українського народу Мармарощини про знущання румунської влади над українцями, що містила вимогу об'єднання Мараморощини із Закарпатською та радянською Україною, яку було проігноровано. Ключова роль Одовічука в змаганнях за об'єднання української Мараморощини з УРСР 1944-45 підтверджується дослідженнями українських та румунських учених.
У 05.1945-03.1947 працював директором Солотвинського солерудника, у 04.1947-09.1955 провадив юридичну консультацію в смт Великий Бичків (нині Рахівського р-ну Закарпатської обл.); після повернення до Тячева очолював колегію адвокатів Тячівського району. У 05.1957 вийшов на пенсію. Автор численних публіцистичних і поетичних творів, спогадів «Про боротьбу за українську школу в Мараморощині».
Помер у смт Воловець. 12.12.1971 похований в м. Тячів Закарпатської обл.